# Black Elvis 2
Black Elvis 2 è il ventunesimo album in studio da solista del musicista hip hop americano Kool Keith. Il concept album è il seguito del suo Black Elvis/Lost in Space del 1999.

## Ricezione
Gli editori di AllMusic hanno valutato questo album con 4 stelle su 5, con il critico Paul Simpson che ha scritto che questo album è "un po' meno cromato del suo predecessore", lo sperimentale Black Elvis/Lost in Space, ma è "uno dei lavori più importanti di Keith" ma "è uno dei lavori di maggior successo di Keith da secoli, riconquistando parte della magia del suo picco degli anni '90".

## Tracce
1. Black Elvis 2 (intro) – 1:08
2. MAX – 3:13
3. E-L-V-I-S – 3:05
4. First Copy – 3:24
5. Kindergarten Adults – 2:37
6. The Formula – 3:39
7. "Black Presley – 3:14
8. All Marvel – 4:10
9. Without My Culture – 3:43
10. Feelin' Me – 2:56
11. Love Infringement – 2:48
12. Space Mountain – 3:06
13. Road Dog Kool Keith – 3:04
14. Machinery Kool Keith – 4:05
15. World Spin – 3:26
16. Clifton's Revenge – 2:34